# Ислам, Канат
Канат Ислам (род. 13 сентября 1984, уезд Каба, округ Алтай, Или-Казахский автономный округ, Синьцзян-Уйгурский автономный район, КНР) — казахстанский боксёр-профессионал, казах по национальности. Двукратный чемпион Спартакиады народов Китая, бронзовый призёр Олимпийских игр (2008), заслуженный мастер спорта Республики Казахстан, капитан команды «Astana Arlans» (WSB) в любителях.
В профи — обладатель титулов чемпиона по версиям WBA Inter-Continental (2017—н. в.), WBO NABO (2017—н. в.), WBO Inter-Continental (2016—2017), WBA Fedelatin (2013—2017) и WBA Fedecaribe (2012—2013) в 1-й средней весовой категории (Super welterweight).
После почти двухлетнего простоя перешёл в среднюю весовую категорию (Middleweight) до 72,574 кг (160 фунтов).

## Биография
Канат Ислам родился в 1984 году в городском уезде Алтай Синьцзян-Уйгурского автономного района КНР. Происходит из ветви Байжигит рода Каракерей племени Найман Среднего жуза. Его старший брат Талгат входил в сборную Синьцзян-Уйгурского автономного района по боксу, и под влиянием брата Канат тоже занялся боксом. Он начал тренироваться в 1997 году, и уже четыре года спустя тоже вошёл в сборную Синьцзян-Уйгурского автономного района.
В 2000 году он стал чемпионом Синьцзян-Уйгурского автономного района в весовой категории до 69 кг, в 2003 году завоевал второе место Кубка КНР. В 2004 году он выиграл в этой же категории 1st AIBA Asian 2004 Olympic Qualifying Tournament в Гуанчжоу и получил право участвовать в Олимпийских играх 2004 года в Афинах, но на олимпийском турнире по боксу проиграл Руслану Хаирову из Азербайджана и не попал в финал.
В октябре 2005 года Канат Ислам стал чемпионом 10-й Спартакиады народов КНР в своей весовой категории, тем самым завоевав на Спартакиаде первую золотую медаль для сборной Синьцзян-Уйгурского автономного района.
На Азиатских играх 2006 года в Дохе (Катар) он проиграл в полуфинале будущему чемпиону Бакыту Сарсекбаеву из Казахстана и завоевал бронзовую медаль.
На чемпионате Азии 2007 в Улан-Баторе (Монголия) — неожиданно проиграл в полуфинале хозяину турнира монголу Мунгунцоожийн Нандин-Эрдэнэ и снова бронзовая награда. Чемпионом стал Бакыт Сарсекбаев.
На чемпионате мира по боксу 2007 года в Чикаго (США) Канат Ислам взял в четвертьфинале реванш у Бакыта Сарсекбаева, но уступив в полуфинале тайцу Нону Бунжумнонгу, сумел завоевать только бронзовую медаль в весовой категории до 69 кг.
На Олимпийских играх 2008 года в Пекине Канат Ислам завоевал бронзовую медаль, уступив в полуфинале кубинцу Карлосу Банто Суаресу. Перед Олимпиадой он тренировался с олимпийским чемпионом Афин-2004 Бахтияром Артаевым, приезжая на историческую родину. Тогда же возникло решение переехать в Казахстан, несмотря на возможный пропуск Олимпиады в Лондоне из-за смены гражданства.
В 2009 году стал первым казахом — двукратным победителем Спартакиады народов Китая.
В 2010 году Канат переехал на постоянное место жительства в Казахстан и в январе 2011 года получил гражданство Казахстана. Невозможность принять участие в Олимпиаде в Лондоне в 2012 году подтолкнула его к переходу в профессиональный бокс.

## Профессиональная карьера
В сентябре 2012 года перешёл в профессиональный бокс. Проживал и тренировался в США, в городке Пахоки (Флорида).
19 декабря 2012 года Канат Ислам завоевал титул WBA Fedecaribe в первом среднем весе.
7 ноября 2015 года нокаутировал в первом раунде 31-летнего доминиканца Джонатана Батиста. Для казахстанского боксера эта победа стала 20-й в 20-ти поединках на профи-ринге.
8 мая 2016 года в Лейкленде штат Флорида (США) Канат одержал нокаутом 21-ю победу на профессиональном ринге над колумбийцем Хуаном Де Анхелем техническим нокаутом в 6 раунде.
29 октября в Алматы (Казахстан) побил Патрика Аллотея из Ганы и завоевал вакантный титул чемпиона по версии WBO Inter-Continental в первом среднем весе.
17 февраля 2017 года в Уилмингтоне, штат Делавэр, США Ислам отправил в нокаут уже в первом раунде бразильца Робсона Ассиса.
26 мая 2017 года в Бока-Ратоне, штат Флорида, США Канат Ислам победил мексиканца Норберто Гонсалеса и взял вакантные титулы чемпиона по версии WBA Inter-Continental и WBO NABO в первом среднем весе.
9 сентября 2017 года у себя на родине в Астане (Казахстан) Канат нокаутировал непобеждённого канадца Брэндона Кука и одержал свою 25 победу на профессиональном ринге.
В феврале 2018 года Канат Ислам сменил своего менеджера, подписав контракт с американским менеджером литовского происхождения Эгисом Климасом. Климас признан лучшим менеджером 2017 года журналом «The Ring» и известен по работе с чемпионами мира украинцами Василием Ломаченко и Александром Усиком, а также россиянином Сергеем Ковалёвым. Канат Ислам проживает и тренируется в Калифорнии, в городке Окснард. В июне должен был драться против Фернандо Каркамо (23-9, 19 КО) из Мексики, но бой был отменен из-за травмы ноги Ислама.
Первый бой в новой команде провёл за вакантный пояс WBO Inter-Continental Super Welterweight Titlе в первом среднем весе 5 июля 2019 года в Алматы. И победил доминиканца Хулио де Хесуса (27-1, 24 КО) нокаутом уже на 10-й секунде первого раунда, свалив того тремя ударами. Беспроигрышный профи-рекорд Ислама стал 26-0 (21 КО).

## Статистика боёв
В таблице перечислены результаты всех поединков боксёров.
В каждой строке указан результат поединка. Дополнительно номер поединка обозначен цветом, который обозначает итог поединка. Расшифровка обозначений и цветов представлена в нижеследующей таблице.
| Пример | Расшифровка                     |
| ------ | ------------------------------- |
|        | Победа                          |
|        | Ничья                           |
|        | Поражение                       |
|        | Планируемый поединок            |
|        | Поединок признан несостоявшимся |
| КО     | Нокаут                          |
| ТКО    | Технический нокаут              |
| PTS    | Решение судей (по очкам)        |
| UD     | Единогласное решение судей      |
| MD     | Решение большинства судей       |
| SD     | Раздельное решение судей        |
| RTD    | Отказ от продолжения боя        |
| DQ     | Дисквалификация                 |
| NC     | Поединок признан несостоявшимся |

| Бой     | Рекорд    | Дата            | Соперник                          | Место проведения                                                 | Результат        | Примечание |
| ------- | --------- | --------------- | --------------------------------- | ---------------------------------------------------------------- | ---------------- | --- |
| 27      | 27 (21)-0 | 26 октября 2019 | Уолтер Каутондоква (18-2, 17 KO)  | Дворец спорта и культуры имени Балуана Шолака, Алматы, Казахстан | UD (10)          | Won vacant WBO Inter-Continental super welterweight title                                                                 |
| 26      | 26 (21)-0 | 5 июля 2019     | Хулио де Хесус (27-1, 24 КО)      | Дворец спорта и культуры имени Балуана Шолака, Алматы, Казахстан | KO 1 (12), 0:10  | Выиграл вакантный пояс WBO Inter-Continental в первом среднем весе нокаутом на 10 секунде                                 |
| Перерыв |           |                 |                                   |                                                                  |                  | |
| 25      | 25 (20)-0 | 9 сентября 2017 | Брэндон Кук (18-0, 11 KO)         | Астана, Казахстан                                                | TKO 9 (12), 2:40 | Защитил титулы чемпиона по версии WBA Inter-Continental и WBO NABO в 1-м среднем весе.                                    |
| 24      | 24 (19)-0 | 26 мая 2017     | Норберто Гонсалес (23-8, 13 KO)   | Бока-Ратон, Флорида, США                                         | UD (12)123       | Завоевал вакантные титулы чемпиона по версии WBA Inter-Continental и WBO NABO в 1-м среднем весе.                         |
| 23      | 23 (19)-0 | 17 февраля 2017 | Робсон Ассис (16-3, 9 KO)         | Уилмингтон, Делавэр, США                                         | KO 1 (10), 2:12  | |
| 22      | 22 (18)-0 | 29 октября 2016 | Патрик Аллотей (34-2, 28 KO)      | Алматы Арена, Алма-Ата, Казахстан                                | UD (12)          | Завоевал вакантный титул чемпиона по версии WBO Inter-Continental в первом среднем весе. Счёт: 116-112, 116-112, 117-111. |
| 21      | 21 (18)-0 | 8 мая 2016      | Хуан Де Анхель (18-3-1)           | Лейкленд, Флорида, США                                           | TKO 6 (10), 0:22 | |
| 20      | 20 (17)-0 | 7 ноября 2015   | Джонатан Батиста (15-7)           | Майами, Флорида, США                                             | KO 1 (10), 2:14  | |
| 19      | 19 (16)-0 | 23 марта 2015   | Орландо де Хесус Эстрада (11-6-1) | Барранкилья, Колумбия                                            | TKO 4 (11), 0:32 | Защитил титул чемпиона по версии WBA Fedelatin в первом среднем весе (3-я защита Ислама).                                 |
| 18      | 18 (15)-0 | 7 августа 2014  | Фидель Монтерроса Муньос (32-9-1) | Барранкилья, Колумбия                                            | KO 5 (11), 2:50  | Защитил титул чемпиона по версии WBA Fedelatin в первом среднем весе (2-я защита Ислама).                                 |

## Награды
- Орден Курмет (2017)[15]